# Принцеса Кароліна Бурбон-Пармська
Марія Кароліна Крістіна Бурбон-Пармська, маркіза ді Сала (англ. Princess Carolina, Marchioness of Sala, нід. Carolina de Bourbon de Parme; нар.. 23 червня 1974, Наймеген) — принцеса Бурбон-Пармська, молодша (друга) донька герцога Пармського Карлоса-Уго (1930—2010) та Ірени Нідерландської (нар.1939).

## Ранній життєпис
Принцеса Кароліна народилася 23 червня 1974 року в місті Неймеген у Нідерландах. У неї є два старші брати, принц Карлос, голова Бурбон-Пармського дому, та принц Хайме, граф Барді. Також вона має одну старшу сестру, принцесу Маргариту. Кароліна була хрещена в замку замку Ліньєр у Франції. Серед її хрещених були принц Клаус Нідерландський, принцеса Христина Нідерландська та принцеса Марія де Лас Ньєвес Бурбон-Пармська.
1981 року, коли Кароліні було шість років, її батьки розлучилися. Вона переїхала разом із матір'ю, двома братами та сестрою до палацу Сустдейк у Барні в Нідерландах — резиденцію колишньої королеви Нідерландів. Вони проживали в палаці протягом ряду років з бабусею та дідусем, королевою Нідерландів Юліаною та принцом-консортом Бернардом Ліппе-Бістерфельдським. Пізніше вони деякий час жили на віллі у Вейк-Бей-Дюрстеді.
2 вересня 1996 року принцеса Кароліна отримала від свого батька титул маркізи Сала. У тому ж році королева Нідерландів Беатрікс включила її до складу голландського дворянства з титулом « Принцеса де Бурбон де Парме» та стилем «Її королівська Вельможність».

## Навчання та кар'єра
Принцеса Кароліна вивчала політологію в Амстердамському та Гарвардському університетах, вона також має ступінь магістра в Оксфордському університеті. Кароліна Бурбон-Пармська зробила кар'єру Організації Об'єднаних Націй (ООН). Вона працювала в штаб-квартирі ООН у Нью-Йорку, а також у проблемних зонах, таких як Еритрея, Сектор Газа та провінції Ачех в Індонезії після цунамі 2004 року в Індійському океані. В даний час Кароліна працює в ООН у Женеві, в офісі з координації гуманітарних питань (ОКГП ООН).

## Шлюб
9 січня 2012 року було оголошено, що Кароліна Бурбон-Пармська вийде заміж за Альберта Людгеруса Альберта Бреннінкмейєра (нар. 16 травня 1974), члена багатої родини Бреннінкмейєр. 21 квітня 2012 року відбулася громадянська церемонія одруження у Вейк-бей-Дюрстеді, а церковна церемонія пройшла 16 червня 2012 року в Сан-Міньято-аль-Монті у Флоренції (Італія).
У подружжя двоє дітей:
- Алая-Марія Ірен Сесіль Бреннінкмейєр (нар. 20 травня 2014 року, Цюрих, Швейцарія). Хрещена разом зі своєю кузиною, принцесою Кларою Зітою Бурбон-Пармською 4 жовтня 2014 року в Нордвейк-ан-Зеї, Нідерланди. Її хресними стали принцеса Маргарита Бурбон-Пармська, принц Костянтин Нідерландський, Філіп Бреннінкмейєр та Сільвія Бреннінкмейєр-Арболі[4]
- Ксав'є Альфонс Альберт Бреннінкмейєр (нар. 16 грудня 2015, Цюрих, Швейцарія)[5].

## Інші види діяльності
Принцеса Кароліна Бурбон-Пармська регулярно з'являється на важливих заходах королівського дому Нідерландів. У 2001 році вона була однією з подружок нареченої на весіллі принца Костянтина та Петри Лорентін Брінкхорст. Під час хрещення їхньої старшої дочки, графині Елоїзе Оранської-Нассау, вона була хрещеною матір'ю дитини. Принцеса Кароліна була свідком на вінчанні її двоюрідного брата, принца Флоріса Оранського-Нассау, ван Волленговена, та Еймі Сонген. У 2010 році Кароліна стала хрещеною Еліаною, другою донькою принца Флоріса.

## Титули та стилі
- 23 червня 1973 року — 2 вересня 1996 року: " Її королівська Вельможність Принцеса Кароліна Бурбон-Пармська "
- 2 вересня 1996 — по теперішній час: " Її королівська Вельможність Принцеса Кароліна Бурбон-Пармська, Маркіза Сала "[2]

## Нагороди
- Пармські Бурбони: Кавалер Священного військового Костянтинівського ордена Святого Георгія[6]
- Пармські Бурбони: Кавалер Великого Хреста Ордена Святого Людовика за громадянські заслуги[7]
- Нідерланди: Кавалер Медалі Короля Віллема-Александра.